# Лишка, Ян Криштоф

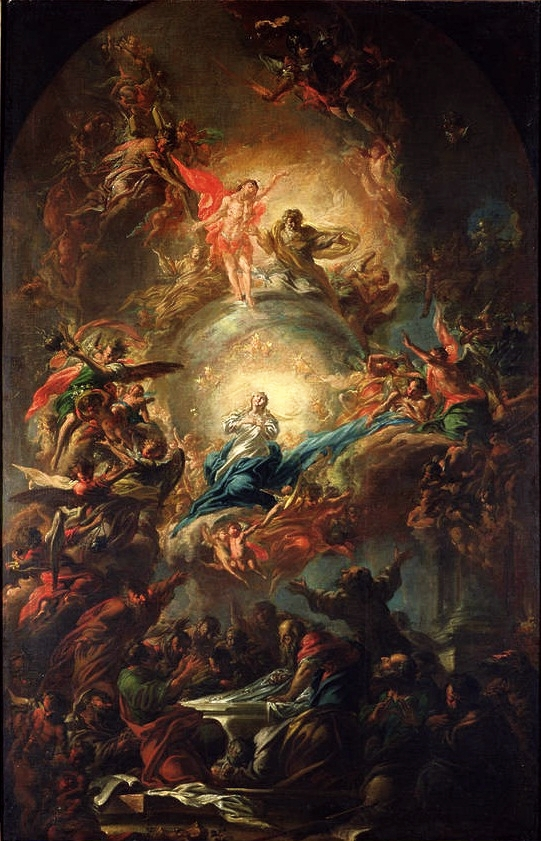
Вознесение Пресвятой Богородицы

Ян Криштоф Лишка (чеш. Jan Kryštof Liška, нем.  Johann Christoph Lischka; около 1650, Бреслау, Королевство Богемия — 23 августа 1712, Лейбус, Богемия (ныне Любёнж, Волув, Волувский повят, Нижнесилезское воеводство, Польша) — чешский художник, педагог, один из представителей чешского барокко, проложивший путь новому стилю — рококо .

## Биография
После смерти отца, его мать вышла замуж за живописца Михаэля Вильманна, который серьёзно относился к мальчику и его образованию. Основательные уроки рисования получил у отчима, позже отправился в Италию. Вильманн и Лишка не теряли связи друг с другом — мастера и ученика связывала настоящая дружба и сотрудничество в различных художественных начинаниях, которые продолжались до самой смерти Вильманна.

## Творчество

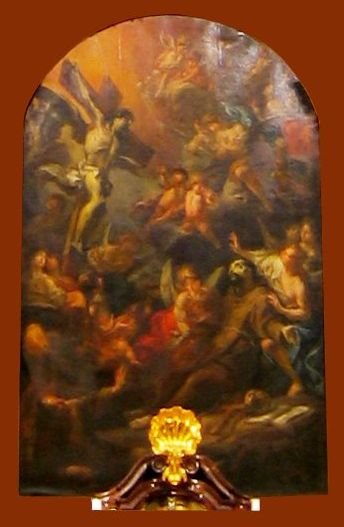
«Стигматизация Святого Франциска»

Художник религиозного жанра. Его работы, в основном, включали запрестольные образы и фрески.

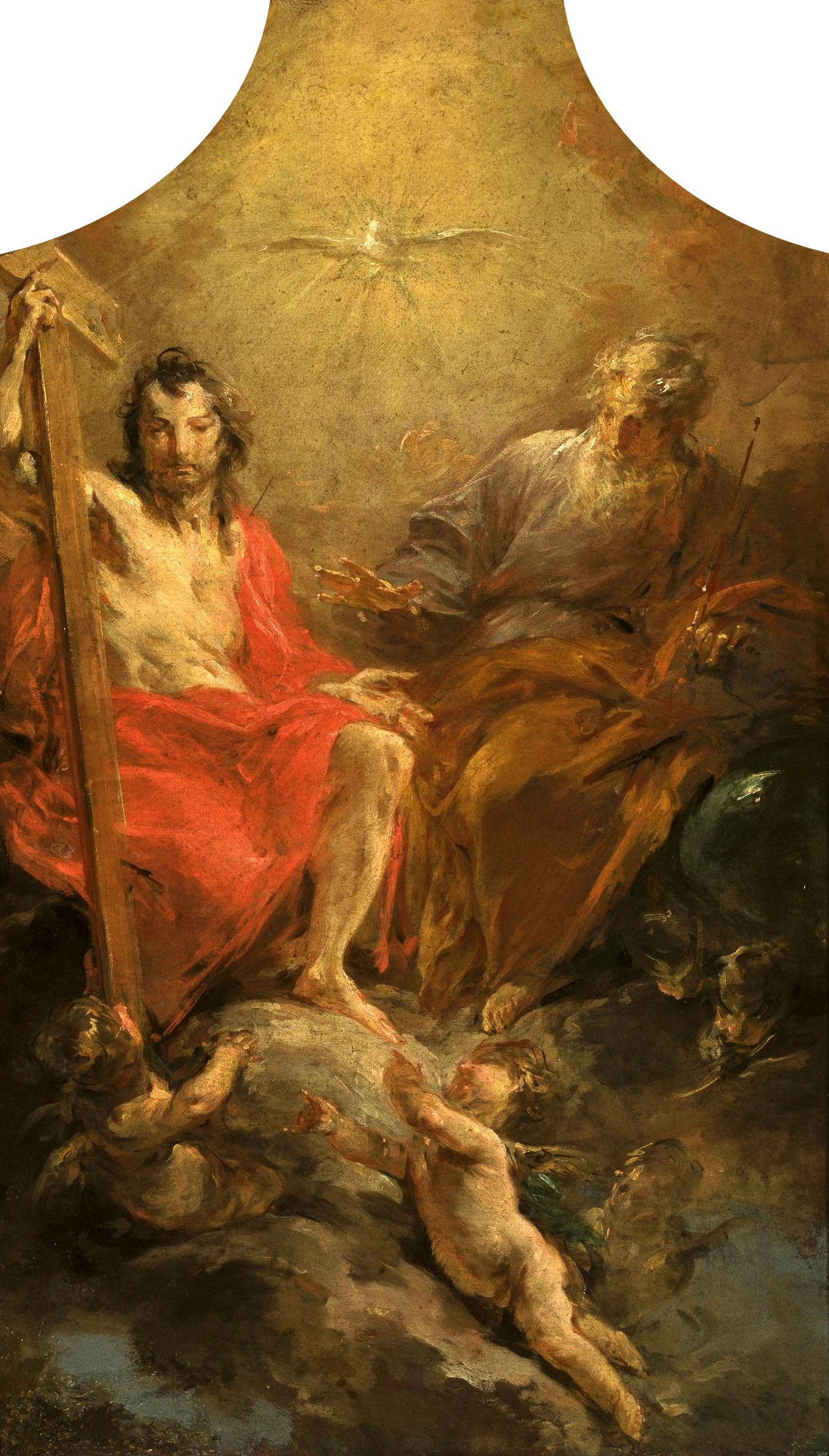
Святая Троица

С 1689 года Лишка жил в Праге и создал там свои самые выдающиеся произведения, в том числе «Стигматизация Святого Франциска» в главном алтаре пражском храме св. Франциска Ассизского и «Вознесение Пресвятой Богородицы» там же. Следы его творческой деятельности можно найти и в Силезии, в том числе в церкви цистерцианского аббатства в Каменце-Зомбковицком. Работал над украшением Базилики Святого Микулаша в Праге.
Долгое время Лишку воспринимали не как самостоятельного художника, а как продолжателя творчества его отчима. Его картины, однако, были иными — им были свойственны динамика, движение и в то же время лиризм и неожиданные повороты композиции.
Учениками Лишки были Вацлав Вавжинец Райнер и Ежи Вильгельм Нойнгерц.